# 莫丽芳
莫丽芳（587年—618年），吴郡吴县（今江苏省苏州市）人，南陈东衡、北兖、南徐三州刺史莫影龙孙女，高唐郡太守莫孝恭之女。唐高祖李渊登基前的妾侍。

## 生平
现有《大唐莫贵嫔墓志铭》出土，研究者陈丽萍依据墓志文“载诞璇枝、庆隆磐石”，认为莫貴嬪曾生育子嗣。霍斌进一步指出莫貴嬪与李渊第六子李元景生母莫嫔为同一人。
莫貴嬪自幼就懂得禮儀、音樂，亦擅長書法和女紅，如文學家班昭和蔡文姬一樣富有才華。莫氏選入宮中後受到一定的寵愛，家人因而能夠搬到帝王外戚居住的地方。
莫氏为唐高祖诞下一位皇子，但却因此难产，患上產後病卻药石无效，最终去世。
莫貴嬪在唐朝建立当年十一月，即逝世于别馆，年僅三十二歲。及後追赠为贵嫔，安葬于长安县福阳乡。
莫氏因去世得過早，獻陵也尚未建成，事後遷葬不符情理而沒有陪葬獻陵。

## 墓志
2009年入藏大唐西市博物館。

大唐莫貴嬪墓誌銘
貴嬪莫氏，諱麗芳，吴郡吴人也。其先光輔楚國，望祀潼漳，世處莫敖，因以命氏。祖影龍，陳東衡、北兖、南徐三州刺史。父孝恭，高唐太守。葳蕤蘭桂，國芳雲挺。焕爛珠玉，曜廡燭車。貴嬪禀貺靈山，降祥精月。含犀表相，靨玉應圖。生知環佩之節，天挺瑟琴之韻。好班姬之筆研，工蔡媛之真草。陳氏愧其花銘，孫婦慚其香賦。鞶繡之則，巧洞天機；絺絡之功，妙踰神造。故得家移戚里，身陟瑶臺。位處袂良，禮承巾櫛。高禖既祀，銀環乃授。載誕璇枝，慶隆盤石。然而玄女之經，奇方罕驗；恒娥之藥，秘術難追。武德元年十一月，薨于別館，春秋卅有二。巽風徘徊，林星掩曜。紫庭興悼，彤管流嗟。詔贈貴嬪，禮也。粵以其年歲次戊寅十二月壬申朔十四日乙酉，窆于長安之福陽鄉。靈龜云吉，玄闕方深。勒此芳猷，或鐫貞石。銘曰：
世佐荊楚，家因衡霍。大川逶迤，高山磥硌。挺生淑懿，風雲騰薄。瓊華既美，金徽已博。恭和婉嫕，固慎齋莊，明詩習禮，製錦縫裳。潤同春露，潔比秋霜。敕躬蘭室，備列椒房。桑弧告慶，弄璋伊設。湊理忽乖，沉疴乃結。玄□靡效，丹經徒閲。桂樹銷亡，蘭苕殞折。魚軒戒道，翟葆云遷。騑驂顧慕，旌旐連翩。山門思鳥，隴樹凝烟。如何尺璧，此□千年。